# Marjorie Courtenay-Latimer
Marjorie Courtenay-Latimer, född 24 februari 1907, East London, Sydafrika, död 17 maj 2004 i East London, Sydafrika, var intendent vid East London Museum i Sydafrika.
Marjorie Courtenay-Latimer var den som 1938 "upptäckte" den så kallade kvastfeningen, havstofsstjärten (Latimeria chalumnae) efter att den hittats på ett fartyg av trålarkapten Hendrik Goosen. När iktyologen J.L.B Smith beskrev fisken i tidskriften Nature namngav han släktet Latimeria för att hedra Marjorie, som sett till att den kom till vetenskapens kännedom.